# Жоромскис, Казимир Леонардович
Казимир Леонардович Жоромскис (лит. Kazimieras Leonardovičius Žoromskis; 3 апреля 1913 Смигляй, Паневежский уезд — 14 апреля 2004 Вильнюс), наиболее известный как Жоромскис, Казимерас Леонардас — литовский художник, педагог.

## Биография
Родился в 1913 году в приходе Смилгяй, Паневежском уезде, в 1936 году окончил Паневежскую гимназию для мальчиков. В том же году он был призван в литовскую армию, а в 1937 году, окончив Каунасскую военную академию, был отпущен в резерв офицеров.
В 1938 году Жоромскис поступил на второй курс каунасской художественной школы и учился в студии живописи Юстинаса Веножинскиса. Во время начала войны между Германией и Советским Союзом он принял участие в июньском восстании. В 1942 году он закончил Вильнюсскую художественную академию, а в 1945 году — Венскую художественную академию. Тот же год он изучал анатомию на медицинском факультете Вильнюсского университета. В 1946 году он учился в Римской художественной академии.
С 1943 по 1986 годы, находясь в принудительной эмиграции, Жоромскис занимался творчеством и педагогической работой в Австрии, Швейцарии, Италии, Испании, Колумбии и Соединенных Штатах Америки. Только в 1986 году художник вернулся в Литву. Его творческий путь отражен во множестве публикаций различного характера в мировой прессе: статьи о его ранних импрессионистских натюрмортах и пейзажах, которые были выставлены в 1947—1950 годах, газеты Мадрида и Боготы. Внимание художественной критики к его творчеству было также обращено в США, где он жил и творил с 1950 года. Его выставки в Нью-Йорке, Мадриде и Париже отражались не только в специальных выпусках галерей, но и на страницах газеты «New York Times», журналах «Art Magazine», «France-Amerique». Критика обратила внимание на оригинальность композиции его произведений, выразительность художественной формы и виртуозную технику живописи.

### Смерть
Умер 14 апреля 2004 года в Вильнюсе.

### Память
В Вильнюсе действует Дом-музей К. Жоромскиса (основан в 1996 г.).

## Творчество
Жоромскис всегда оставался связанным с Литвой, даже находясь вдали от своей родины. Его знакомство с шедеврами европейских музеев и современным искусством стимулировало его исследования и открытия. В своем творчестве он сохранял духовные ценности, хранящиеся в сердцах литовцев, объединяя лучшие традиции европейской живописи и своего народа с новыми идеями, вдохновленными нью-йоркской школой.